# Spiegellassen
Spiegellassen (Engels:mirror welding of hot plate welding) is een vormgeefproces waarbij twee delen aan elkaar worden bevestigd door ze te versmelten. Een kenmerk van het spiegellassen is dat er geen lasmiddel wordt toegevoegd. Het lassen gebeurt door de contactvlakken, nadat deze door verhitting plastisch-vloeibaar zijn geworden, tegen elkaar te drukken. Hierdoor versmelten ze. 

## Proces

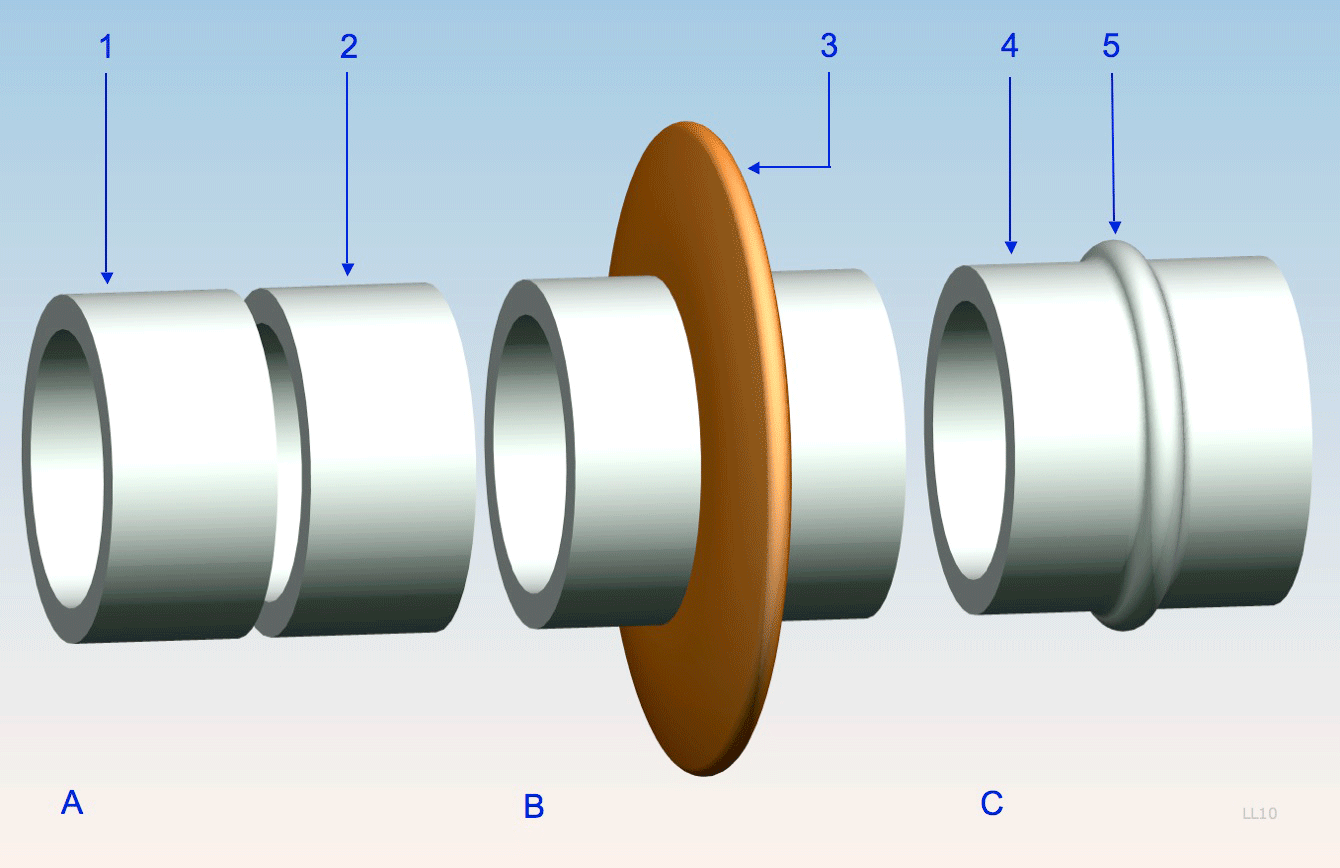
Spiegellassen. 1. Te lassen pijpdeel. 2 Te lassen pijpdeel. 3 Spiegel (het verwarmingselement) 4. Aan elkaar gelast deel. 5 Uitgestulpte las. A De te lassen delen. B Het smelten van de uiteinden. C Gelaste delen.

Zie de afbeelding hiernaast: De uiteinden van de aan elkaar te lassen delen (1) en (2) worden tegen het verwarmingselement (3), de spiegel, gedrukt. Na enige tijd worden de uiteinden enigszins zacht: het materiaal gaat dan geleidelijk over van de vaste naar de plastisch-vloeibare toestand. Dan worden de uiteinden van de te lassen delen met een kleine kracht tegen elkaar gedrukt. Hierdoor versmelten de uiteinden en stulpt het zachte materiaal enigszins uit (5).

## Toepassingen
Het spiegellassen kan in principe met elk materiaal worden toegepast dat een faseovergang van vast naar vloeibaar kent. Voorbeelden hiervan zijn  thermoplastische verbindingen (pijpen & kanalen), kunststofschuim en glas.

## Voor- en nadelen

### Voordelen
- Er zijn geen toevoegingen noodzakelijk.
- handmatig en machinaal mogelijk.
- (nagenoeg) geen ontwikkeling van rook of dampen.

### Nadelen
- De maatvoering is niet nauwkeurig, doordat de uiteinden van de te lassen delen in elkaar worden gedrukt.
- De lasnaden moeten goed aansluiten. Het is niet mogelijk holten op te vullen, doordat er geen materiaal wordt toegevoegd.